# Batea intermedia
Batea intermedia is een vlokreeftensoort uit de familie van de Bateidae. De wetenschappelijke naam van de soort is voor het eerst geldig gepubliceerd in 2007 door Serejo.